# 17627 Humptydumpty
17627 Humptydumpty è un asteroide della fascia principale. Scoperto nel 1996, presenta un'orbita caratterizzata da un semiasse maggiore pari a 3,1961402 UA e da un'eccentricità di 0,1529404, inclinata di 0,94660° rispetto all'eclittica.